# 池田良兼
池田 良兼（いけだ よしかね、1934年2月20日 - ）は、日本の裁判官。石川県出身。金沢大学法文学部卒業。大阪地方裁判所所長、名古屋高等裁判所長官などを歴任。金沢大学法曹会会長。

## 経歴
- 司法修習生10期
- 1995年　大阪地裁所長
- 1997年　名古屋高裁長官

| スタブアイコン | サブスタブ | この項目は、まだ閲覧者の調べものの参照としては役立たない、人物に関連した書きかけの項目です。この項目を加筆・訂正などしてくださる協力者を求めています（P:人物伝/PJ:人物伝）。 |